# Rhoptromyrmex mayri
Rhoptromyrmex mayri är en myrart som beskrevs av Auguste-Henri Forel 1912. Rhoptromyrmex mayri ingår i släktet Rhoptromyrmex och familjen myror. IUCN kategoriserar arten globalt som sårbar. Inga underarter finns listade i Catalogue of Life.